# Garsdale Head
Garsdale Head är en ort i Storbritannien.   Den ligger i grevskapet Cumbria och riksdelen England, i den centrala delen av landet, 300 km norr om huvudstaden London. Garsdale Head ligger 317 meter över havet och antalet invånare är 200.
Terrängen runt Garsdale Head är lite kuperad. Runt Garsdale Head är det ganska glesbefolkat, med 47 invånare per kvadratkilometer. Närmaste större samhälle är Sedbergh, 12,6 km väster om Garsdale Head. Trakten runt Garsdale Head består i huvudsak av gräsmarker.